# Trenčianske Bohuslavice
Trenčianske Bohuslavice (em húngaro: Bogoszló) é um município da Eslováquia, situado no distrito de Nové Mesto nad Váhom, na região de Trenčín. Tem 6,41 km² de área e sua população em 2018 foi estimada em 930 habitantes.

## Demografia
| Ano:        | 1994 | 2004   | 2014   | 2024   |
| ----------- | ---- | ------ | ------ | ------ |
| Broj ljudi: | 913  | 947    | 908    | 915    |
| Razlika:    |      | +3,72% | -4,11% | +0,77% |

| Ano:               | 2023 | 2024   |
| ------------------ | ---- | ------ |
| Número de pessoas: | 940  | 915    |
| Diferença:         |      | -2,65% |